# Toury-sur-Jour
Toury-sur-Jour – miejscowość i gmina we Francji, w regionie Burgundia-Franche-Comté, w departamencie Nièvre.
Według danych na rok 1990 gminę zamieszkiwały 152 osoby, a gęstość zaludnienia wynosiła 6 osób/km² (wśród 2044 gmin Burgundii Toury-sur-Jour plasuje się na 759. miejscu pod względem liczby ludności, natomiast pod względem powierzchni na miejscu 273.).